# Sautal (Hassel)
Sautal im Harz ist der Name eines etwa 400 m langen, westlichen und orografisch rechten Zuflusses der Hassel und zugleich solcher des gleichnamigen Tals im Landkreis Harz, Sachsen-Anhalt. Die Flussordnungszahl ist 6.

## Der Sautal-Bach
Der im Unterharz nordwestlich von Hasselfelde fließende Bach Sautal hat zwei jeweils auf etwa 460 m ü. NN entspringende Quellbäche. Der rechte Quellbach ist etwa 200 m lang, und der linke, der rund 200 m nordwestlich davon entspringt, hat zirka 130 m Länge. Schließlich mündet der ostnordostwärts fließende Bach nach etwa 30 m Höhenunterschied zwischen den Quellen seiner beiden Quellbäche und seiner Mündung linksseitig in die vom Rappbode-Zufluss Hassel durchflossene Hasselvorsperre.

## Das Sautal
Der Verlauf des Sautal-Baches liegt vollständig im gleichnamigen Tal. Über die Bedeutung des Namens ist nichts bekannt. Daher ist auch nicht klar, ob das Tal nach dem Bach benannt wurde, oder umgekehrt. Das Tal ist als Flächennaturdenkmal ausgewiesen. Darin wurde unter anderem Vielblättrige Lupine (Lupinus polyphyllus) nachgewiesen.